# Zac Rinaldo
Zachary "Zac" Rinaldo, född 15 juni 1990, är en kanadensisk professionell ishockeyspelare som spelar för Calgary Flames i NHL.
Han har tidigare spelat på NHL-nivå för Nashville Predators, Arizona Coyotes, Boston Bruins och Philadelphia Flyers och på lägre nivåer för Milwaukee Admirals, Providence Bruins och Adirondack Phantoms i AHL och Toronto St. Michael's Majors, Mississauga St. Michael's Majors, London Knights och Barrie Colts i OHL.
Rinaldo draftades i sjätte rundan i 2008 års draft av Philadelphia Flyers som 178:e spelare totalt.
Den 2 juli 2018 skrev han på ett ettårskontrakt värt 650 000 dollar med Nashville Predators.